# ZahnRat
Der ZahnRat ist eine Zeitschrift für Patienten zur Information über zahnmedizinische Behandlungen sowie Themen zur Mund- und Zahngesundheit, welche in Zahnarztpraxen kostenlos erhältlich ist. Die Patienteninformation wird herausgegeben von den Landeszahnärztekammern Brandenburg, Sachsen, Thüringen, Niedersachsen und Sachsen-Anhalt sowie der Kassenzahnärztlichen Vereinigung Sachsen-Anhalt. In jedem Heft wird ein Hauptthema von verschiedenen Seiten beleuchtet. Außerdem findet man in jeder Ausgabe die Kontaktdaten der Patientenberatungsstellen der herausgebenden Landeszahnärztekammern.
Der ZahnRat erscheint seit 1993 einmal pro Quartal. Er wird über die Zahnarztpraxen der Herausgeberländer verbreitet und ist als Bestellexemplar über den Verlag Satztechnik Meißen GmbH zu beziehen. Der ZahnRat wird über die Herausgeber als Körperschaften des öffentlichen Rechts und durch Werbung auf der Rückseite finanziert. Er wird im A4-Format farbig gedruckt, umfasst in der Regel acht Seiten und wird in einer Auflagenhöhe von 75.000 Exemplaren gedruckt.
Online können alle Hefte als PDF gelesen werden. Ergänzt werden diese durch digitale Zusatzinhalte, wie Videosequenzen und Infografiken.